# 루 게릭 메모리얼 어워드
루 게릭 메모리얼 어워드(Lou Gehrig Memorial Award)는 경기장 안팎에서 루 게릭과 같은 최고의 활약과 인품을 보여준 메이저 리그 베이스볼 (MLB) 선수에게 매년 수여되는 상이다. 루 게릭이 컬럼비아 대학교 시절 회원이었던 피 델타 세타라는 단체에서 그를 기리기 위해서 이 상을 제정했다. 1955년에 처음 시상되었다. 이 상의 목적은 "지역 사회와 자선 활동에 모두" 모범적인 공헌을 한 선수들을 기억하기 위함이다. 이 상의 수여에 관해서는 오하이오주 옥스퍼드에 있는 피 델타 세타의 본사에서 관리를 하고 있으며, 수상자의 이름은 뉴욕주 쿠퍼스타운의 미국 야구 명예의 전당에 있는 루 게릭 상 명판에 새겨지게 된다. 이 상은 특정 단체에서 수여하는 MLB의 유일한 상이기도 하다.